# 日本文教出版 (大阪府)
日本文教出版株式会社（にほんぶんきょうしゅっぱん）は、大阪府大阪市住吉区と東京都中野区に本社がある日本の出版社で、主に教科用図書を扱っている。登記上の本店は大阪本社。1951年1月に設立。略称は日文。
岡山県の同名企業とは無関係。

## 概要
設立以来、図画工作・美術の教科書を主体としており、この分野では一貫して国内最大シェアを誇っている。
また、1996年以降は中教出版（東京、現在は解散）が従来発行していた社会科等の教科書も版権を引き継いで編集・発行している。また、2008年1月21日に大阪書籍の教科書の版権譲渡が正式に発表された（2009年度発行分から大阪書籍の教科書は日本文教出版の名義で供給されている）。これ以降社会の教科書は、小学校用は2010年度分まで、中学校用は2011年度分までは2種類発行していた（小学校は2011年の学習指導要領改訂にあわせて1冊に統一、中学校は2012年の学習指導要領改訂にあわせて、前学年からも持ち上がりで利用するものを除き、1冊に統一）。
関連会社として、中学校用の資料集、ワークブック等の編集・発行を行う株式会社秀学社とドキュメンタリー、伝統工芸等の映画・ビデオ等の制作・販売を行う株式会社記録映画社がある。
高等学校における教科・情報をはじめとしたICT教育分野にも力を入れており（当然ながら、教科・情報の教科書の発行も行っている）、「情報コミュニケーション教育研究会」(ICTE)の立ち上げにも参画している。当初は、同研究会の事務局長が慶應義塾湘南藤沢中・高等部の現職教員だったことから、慶應義塾湘南藤沢中・高等部内に事務局を設置していたが、事務局長の多忙等により、事務局機能を研究会参画企業側が引き受ける形となり、現在は、上述の株式会社記録映画社内に事務局が設置されている。